# Jean-Baptiste Beaufol
Jean Baptiste Beaufol dit Beaufort de Thorigny, né le 18 octobre 1761 à Paris (Seine), mort le 1er février 1825 à Corbeil (Essonne), est un général français de la révolution et de l’Empire.

## Biographie
Entré en service en 1777, il intègre la garde nationale en 1789.
À l'armée du Nord de 1792 à 1793, il la quitte avec le grade de général de brigade.

### Lutte contre la Chouannerie
Il est nommé, au mois de décembre 1793, général divisionnaire de l'Armée des côtes de Cherbourg, sous les ordres du général en chef Jean-Antoine Rossignol, avait dans son commandement militaire les arrondissements de Laval et de Mayenne.

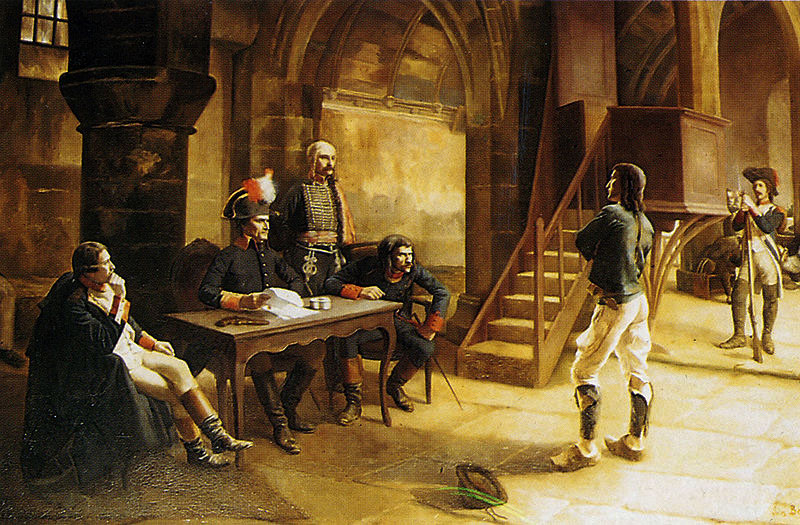
Interrogatoire du prince de Talmont, huile sur toile de Jules Benoit-Lévy, 1895, Historial de la Vendée, Les Lucs-sur-Boulogne.

Le 2 janvier 1794, il faisait subir à Fougères un  premier interrogatoire à Antoine-Philippe de La Trémoille, prince de Talmont.
De son quartier général de Vitré, il ordonnait, le 6 janvier 1794, à Baulan, adjudant-général, de prendre le commandement des troupes cantonnées à Ernée, de faire des battues sur les communes de Chailland, Bourgon, Le Bourgneuf et autres, de faire descendre les cloches, d'arrêter les prêtres, tous les officiers municipaux et de les faire conduire à Rennes. Lui-même se mit en campagne, couvrit tout le pays de ses troupes, et voulut pour en finir qu'on fouillât le Bois de Misedon, afin d'ôter aux insurgés leur dernier asile.
Pendant qu'il annonçait à la Convention « ses grandes victoires et l'extinction de la chouannerie », le conseil général de la commune de Laval décidait, dans sa séance du 4 février 1794 qu'il serait envoyé à l'assemblée contre le général Beaufort une adresse dans laquelle on exposerait « tout ce qui s'est passé pour la destruction des brigands appelés Chouans, les mensonges qu'il a faits à la Convention en disant qu'il n'en resterait bientôt plus ». Le 9 février 1794, le général se présente à l'assemblée du conseil général et dit « qu'il n'a de compte à rendre qu'au Comité de Salut public, qu'il avait été inculpé, mais que peu lui importait ; — et après une conduite peu digne de lui, il se retire sans faire attention aux reproches qu'on lui a faits d'avoir menti à la Convention ». Le 13 mars 1794, le conseil général de la commune envoie deux commissaires chez le représentant du peuple alors à Laval, pour lui exposer que les dénonciations de Beaufort sont « une pure calomnie, que les troupes de la République n'ont jamais manqué de pain à Laval ». Le général se vengeait du mépris dont il était l'objet en traitant Laval et tout le pays de « repaire d'aristocrates, de fanatiques, de modérés et de fédéralistes ». Dans sa lettre du 8 mars 1794 au comité de Salut public, il ajoutait : « Les paroisses de ces cantons n'aiment point la République ; ce sont les propriétaires qui les mettent dans les principes contraires à notre révolution… Je les mène très durement, aussi ne m'épargnent-t-ils pas dans leurs dénonciations ».
Il est remplacé au mois d'avril 1794 par Jean-Baptiste Kléber.

### Militaire
En 1794, il est envoyé alors à l'armée des Pyrénées orientales il y reste jusqu'à l'automne 1795 puis commande la place d'Ypres puis d'Ostende. Réformé en 1801, il est brièvement remis en activité en 1809.
Il obtient une retraite en 1816 après s'être engagé dans le volontaires royaux en mars 1815.

## Sources
- État-major de l'Armée des Côtes de Cherbourg
- (en) Les généraux français qui ont servi dans les armées de 1789 à 1814
- « Jean-Baptiste Beaufol », dans Alphonse-Victor Angot et Ferdinand Gaugain, Dictionnaire historique, topographique et biographique de la Mayenne, Laval, A. Goupil, 1900-1910 [détail des éditions] (BNF 34106789, présentation en ligne)